# Croatian Bol Ladies Open 2003
Il Croatian Bol Ladies Open 2003 è stato un torneo di tennis giocato sulla terra rossa. È stata la 10ª edizione del torneo, che fa parte della categoria Tier III nell'ambito del WTA Tour 2003. Si è giocato a Bol in Croazia, dal 28 aprile al 4 maggio 2003.

## Campionesse

### Singolare
Vera Zvonarëva ha battuto in finale  Conchita Martínez Granados con il punteggio di 6–1, 6–3.

### Doppio
Petra Mandula /  Patricia Wartusch hanno battuto in finale  Emmanuelle Gagliardi /  Patty Schnyder con il punteggio di 6–3, 6–2.